# 八千代緑が丘駅

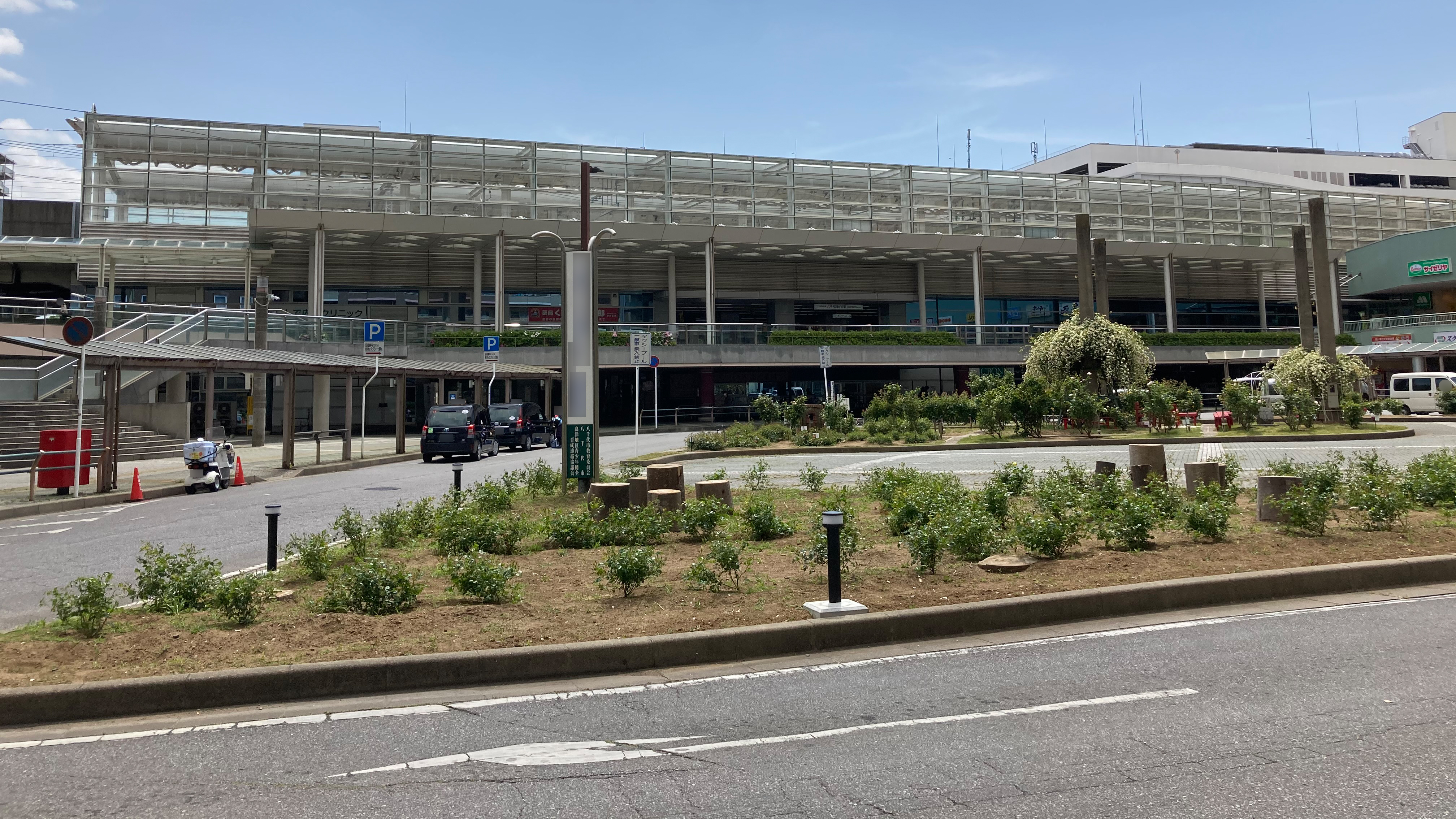
北口（2021年4月）

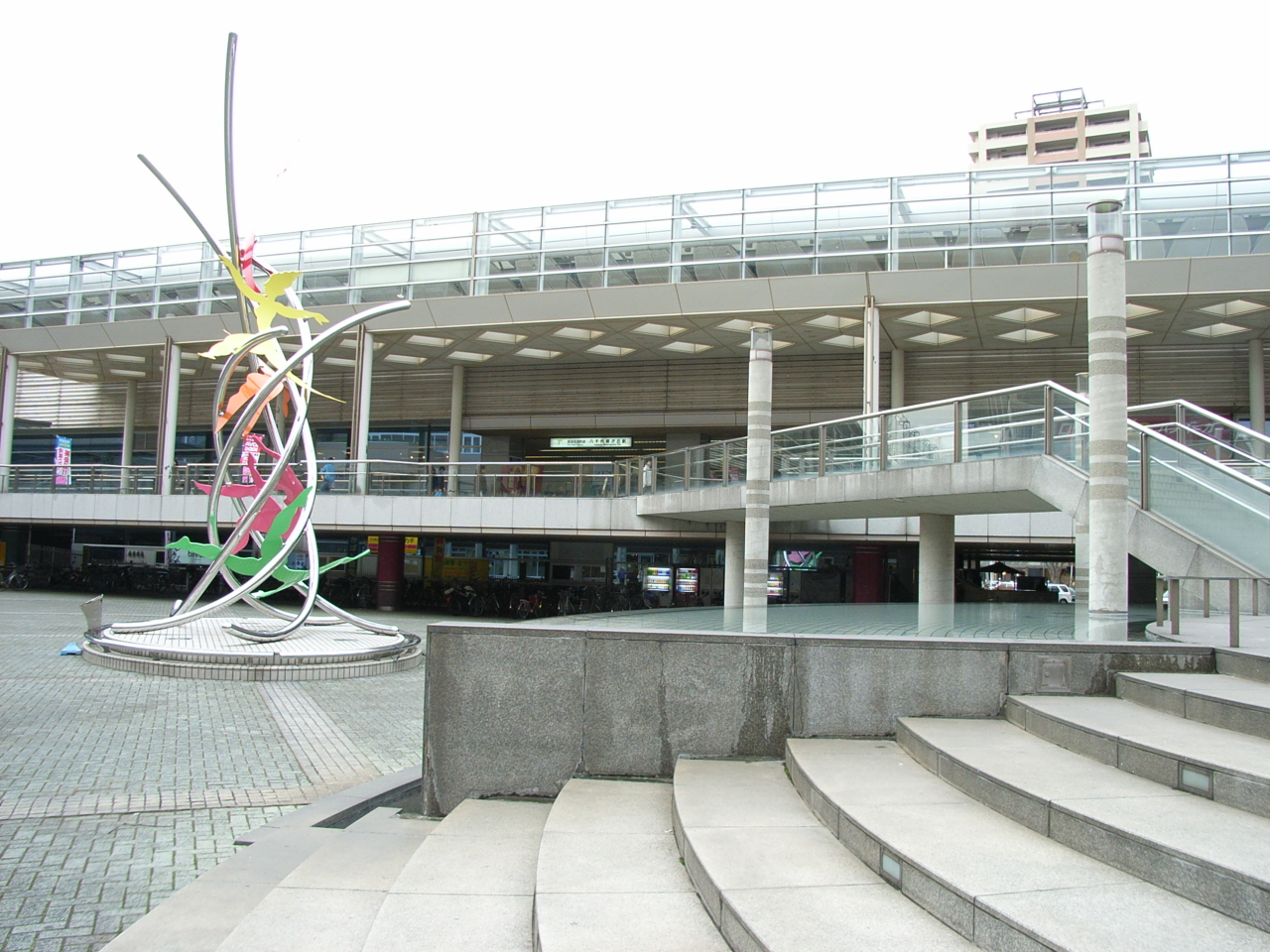
南口（2007年1月）

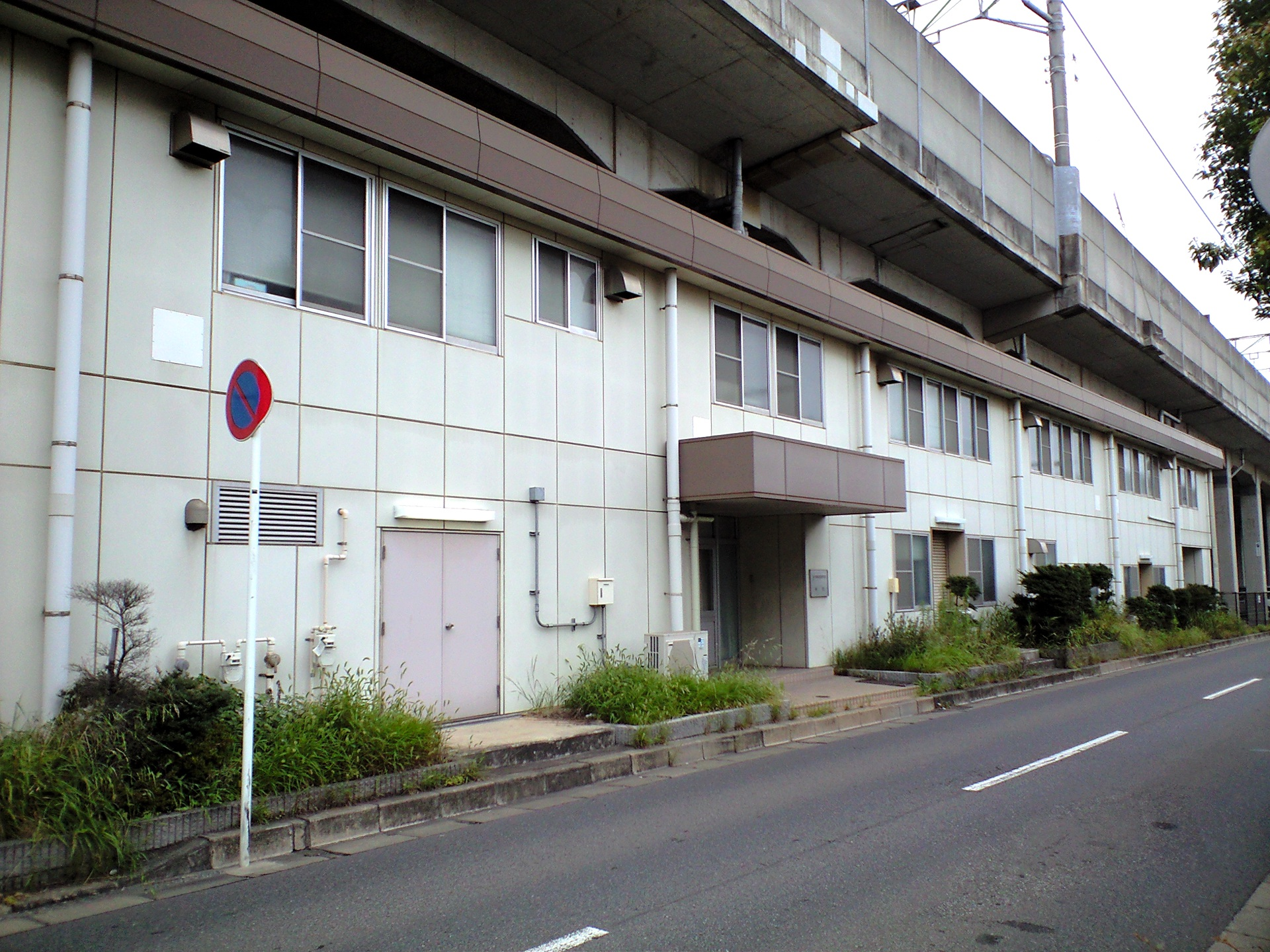
東葉高速鉄道本社

八千代緑が丘駅（やちよみどりがおかえき）は、千葉県八千代市緑が丘一丁目にある、東葉高速鉄道東葉高速線の駅である。駅番号はTR06。

## 歴史
計画当初の仮称は「西八千代駅」であった。

### 年表
- 1995年（平成7年）8月17日：駅名が決定[2]。
- 1996年（平成8年）4月27日：開業[1]。
- 2007年（平成19年）10月10日：待合室設置。
- 2011年（平成23年）2月11日：エレベーター設置[3][4]。
- 2019年（平成31年）3月13日：旅客用トイレのリニューアル工事が完了。

## 駅構造
2面4線の島式ホームを有する高架駅である。駅舎は3階建ての構造となっており、改札は2階部分に、3階高架部分にホームが設置されている。出口は1階と2階にある。駅舎の1階部分は飲食店などの店舗が、2階部分には複数銀行のATMコーナーの他に診療所や調剤薬局などが入居している（従来は書店があったが撤退、その跡区画に入居した）。ホーム部分はガラス壁で覆われており、屋根は曲線を多用した構造である。
当駅の東葉勝田台方で八千代緑が丘車両基地の入出庫線と分岐している。
改札は1か所のみとなっており、自動改札機のほかに有人通路がある。改札機はPASMO導入により対応機に交換された。
改札内の施設としては、改札を入場し正面にコンビニエンスストアのデイリーヤマザキ、西船橋方面ホーム下部分にトイレがある。階段は西船橋側、東葉勝田台側の両側にあるが、各ホームとも西船橋側のみエスカレーターが設置されている。階段の間の部分にエレベーターが設置されている。また上下ホームともに4・5号車の停車位置に既存の柱を囲むような形態で待合室が設置されている。
京成バラ園の最寄り駅ということで、駅構内の壁やホームの柱にはバラの写真が掲示されている。また、毎年5月に開催されるローズフェスティバル期間中には、バラ園提供のバラの鉢植えが改札内に展示される。この他にも年間を通して構内にプランターの花が提供されたり、駅前のロータリーにバラの植え込みがあるなど、関連は深い。
北口には秀明八千代中学校・高等学校・秀明大学方面へのバス乗り場やタクシー乗り場が設置されているロータリーがある。TOHOシネマズなどがある商業施設の公園都市プラザとは直接2階部分（施設内では1階扱い）でつながっている。南口にはイオンモール八千代緑が丘と連絡する通路があり、直接2階から入店出来るようになっている。また噴水などの飾りがある駅前広場があり、場外コンサートなども行われる。
2010年9月2日よりコンコースからホームへのエレベーター設置工事が開始され、2011年2月11日に完成した。しかし、改札外の1階へ降りるエレベーターは駅管理のものがなく、隣接している施設のものを使用するか、駅員に申告して改札外のエスカレーターを車椅子モードにして使用するかのどちらかとなる。

### のりば
| 番線 | 路線       | 方向 | 行先                         | 備考                                   |
| ---- | ---------- | ---- | ---------------------------- | -------------------------------------- |
| 1・2 | 東葉高速線 | 下り | 八千代中央・東葉勝田台方面   | 2・3番ホームは主に当駅始発・回送が使用 |
| 3・4 | 東葉高速線 | 上り | 船橋日大前・西船橋・中野方面 | 2・3番ホームは主に当駅始発・回送が使用 |

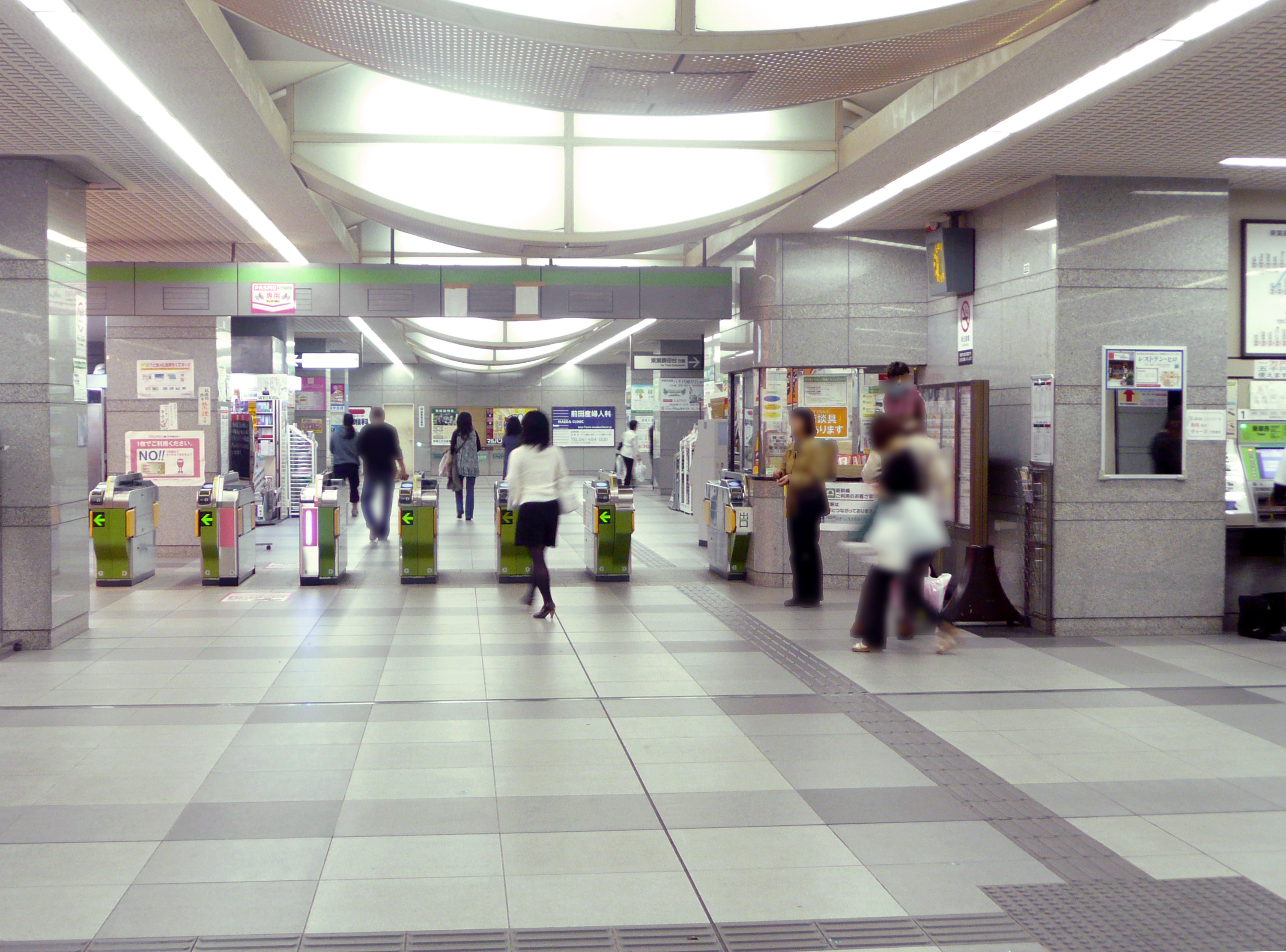
改札口（2008年10月）
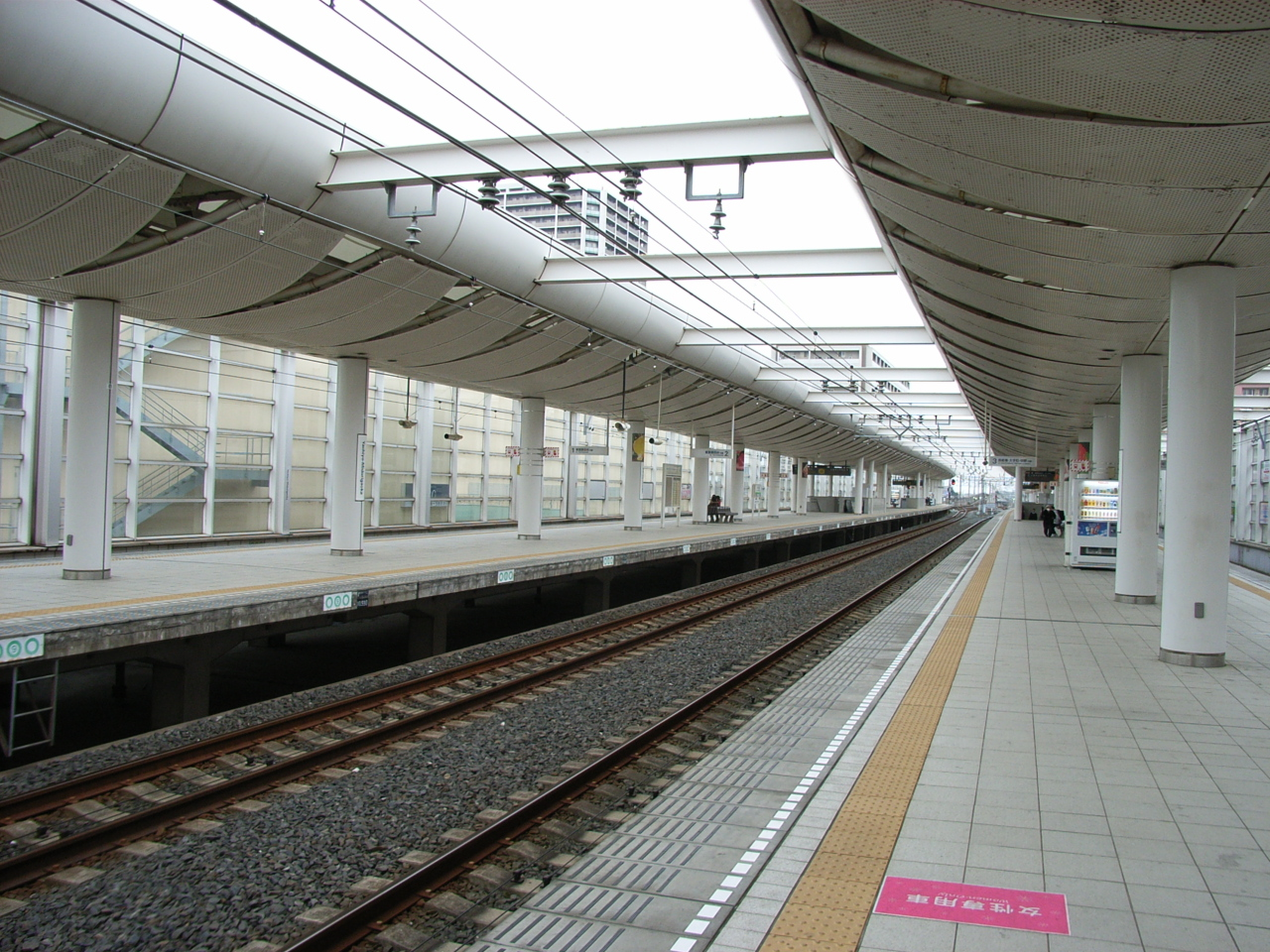
1・2番線ホームを望む（2007年1月）
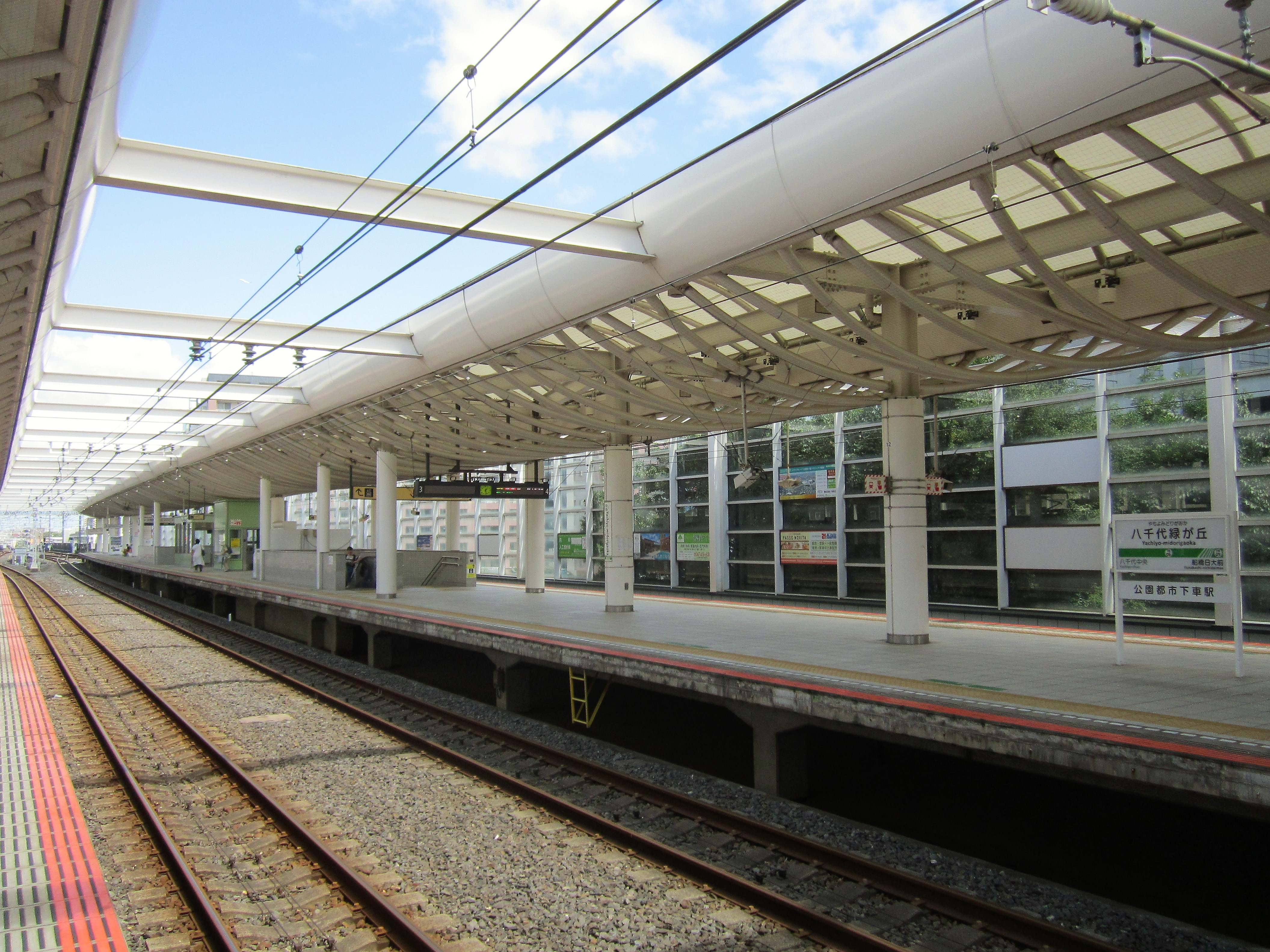
3・4番線ホームを望む（2019年7月）

#### 発着列車の扱い
- 当駅で折り返し運転を行うには到着後、車内点検の後一旦車両基地側へ引き上げる配線となっているため、ここ数年は行われていない（撮影列車などの運転を除く）。
- 2017年3月4日改正時点では下り・上り共に待避列車は存在しない。
- 当駅終着下り列車は全て2番線に到着する。当駅始発下り列車は主に2番線で扱い、一部列車では1番線から発車するものもある。
- 上り当駅始発・終着列車は3番線で扱う。上り回送電車は主に3番線で扱うが、4番線で扱う運用もある。
- かつて運行されていた東葉快速の上り待避列車は3番線、下り待避列車は2番線で扱っていた。

## 利用状況
- 2022年度の一日あたりの平均乗車人員は18,636人である[* 1]。西船橋駅、北習志野駅についで9駅中3位であり、これは東葉高速線内接続する路線がない単独の駅としては最多である。
- 駅開業からコロナ禍まで、当駅の利用客数は減ることなく増加してきた。駅北西部にて、西八千代北部区画整理事業が行われ、（はぐみの杜、緑が丘西一〜八丁目）[6]計画人口は14,000人を見込んでおり、またそれと同時に船橋市側からのアクセスも整備されるため利用客数は増加、2018年には当駅の1日平均乗車人員が初めて20,000人を突破した。
- 近年の1日平均乗車人員推移は下表の通りである。

| 年度               | 1日平均 乗降人員 | 1日平均 乗車人員 | 出典     |
| ------------------ | ---------------- | ---------------- | -------- |
| 1996年（平成08年） |                  | 5,902            | [ * 2 ]  |
| 1997年（平成09年） |                  | 8,303            | [ * 3 ]  |
| 1998年（平成10年） |                  | 9,316            | [ * 4 ]  |
| 1999年（平成11年） |                  | 9,915            | [ * 5 ]  |
| 2000年（平成12年） |                  | 10,547           | [ * 6 ]  |
| 2001年（平成13年） |                  | 10,971           | [ * 7 ]  |
| 2002年（平成14年） |                  | 11,441           | [ * 8 ]  |
| 2003年（平成15年） |                  | 11,662           | [ * 9 ]  |
| 2004年（平成16年） |                  | 12,201           | [ * 10 ] |
| 2005年（平成17年） |                  | 13,753           | [ * 11 ] |
| 2006年（平成18年） |                  | 14,331           | [ * 12 ] |
| 2007年（平成19年） |                  | 14,998           | [ * 13 ] |
| 2008年（平成20年） | 30,266           | 15,364           |          |
| 2009年（平成21年） | 30,608           | 15,496           |          |
| 2010年（平成22年） | 31,225           | 15,781           |          |
| 2011年（平成23年） | 31,422           | 15,856           |          |
| 2012年（平成24年） | 32,582           | 16,378           |          |
| 2013年（平成25年） | 33,726           | 16,995           |          |
| 2014年（平成26年） | 34,835           | 17,441           |          |
| 2015年（平成27年） | 36,218           | 18,139           |          |
| 2016年（平成28年） | 37,008           | 18,526           |          |
| 2017年（平成29年） | 38,893           | 19,462           |          |
| 2018年（平成30年） | 40,433           | 20,233           |          |
| 2019年（令和元年） | 41,010           | 20,525           |          |
| 2020年（令和02年） | 31,930           | 15,974           |          |
| 2021年（令和03年） | 33,582           | 16,801           |          |
| 2022年（令和04年） | 37,235           | 18,636           |          |
| 2023年（令和05年） | 39,627           |                  |          |

## 駅周辺

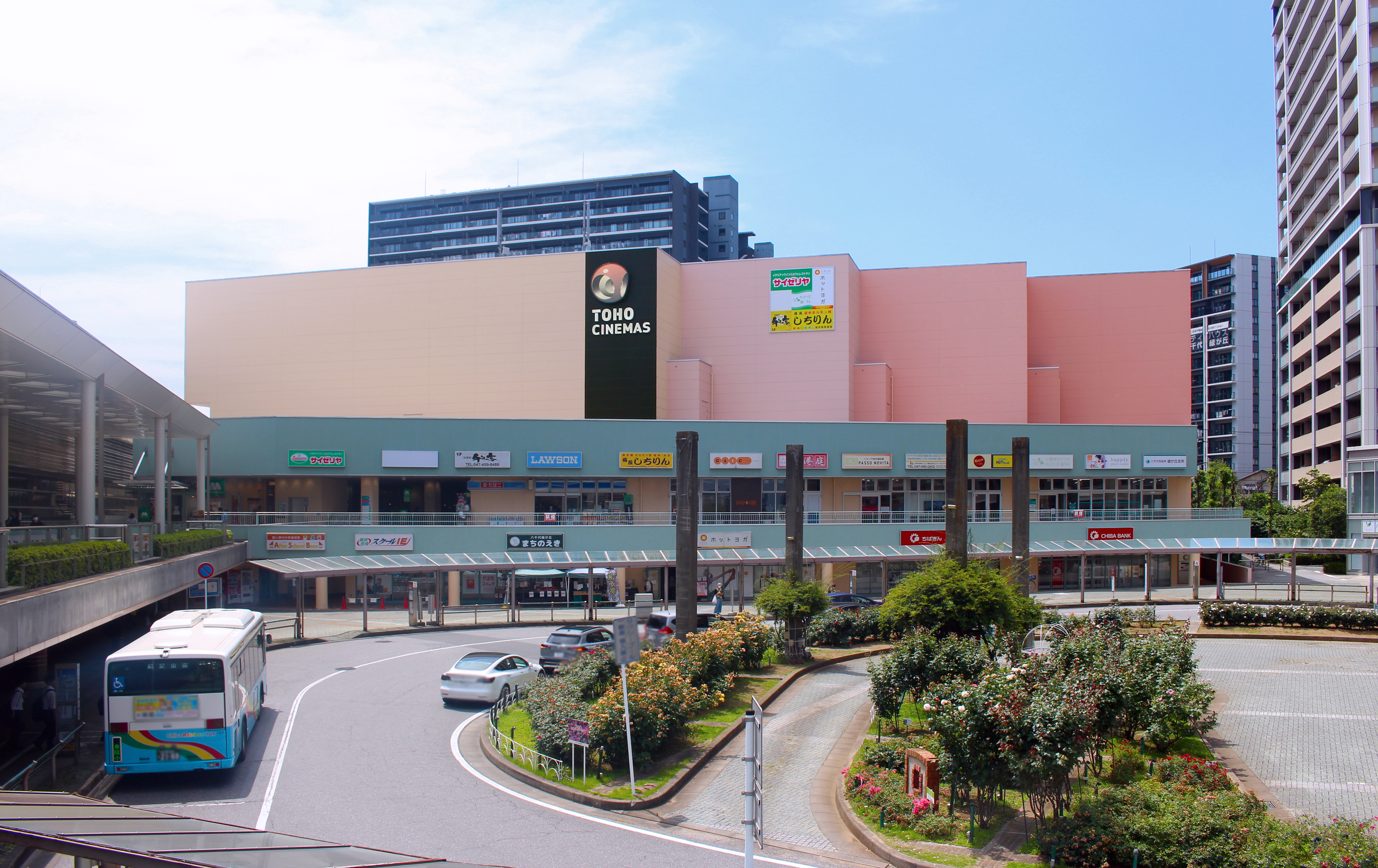
公園都市プラザ

駅周辺には国道296号・千葉県道57号千葉鎌ケ谷松戸線・千葉県道61号船橋印西線が走り、ショッピングセンター・映画館など商業施設が近辺に広がっている。区画整理が進められており中高層マンションが立ち並び、開発が進んでいる。駅から八千代中央駅方面は、古くからの住宅街と新規に建築された住宅やマンションが混在する街並みが続いている。駅西側はゴルフセンター・テニスコート・工場などとして利用されてきたが、こちらにも宅地化が進行している。吉橋地区には工場が集約する。

### 北口
- 八千代警察署 八千代緑が丘駅前交番
- 公園都市プラザ
  - 八千代市 緑が丘支所[7]

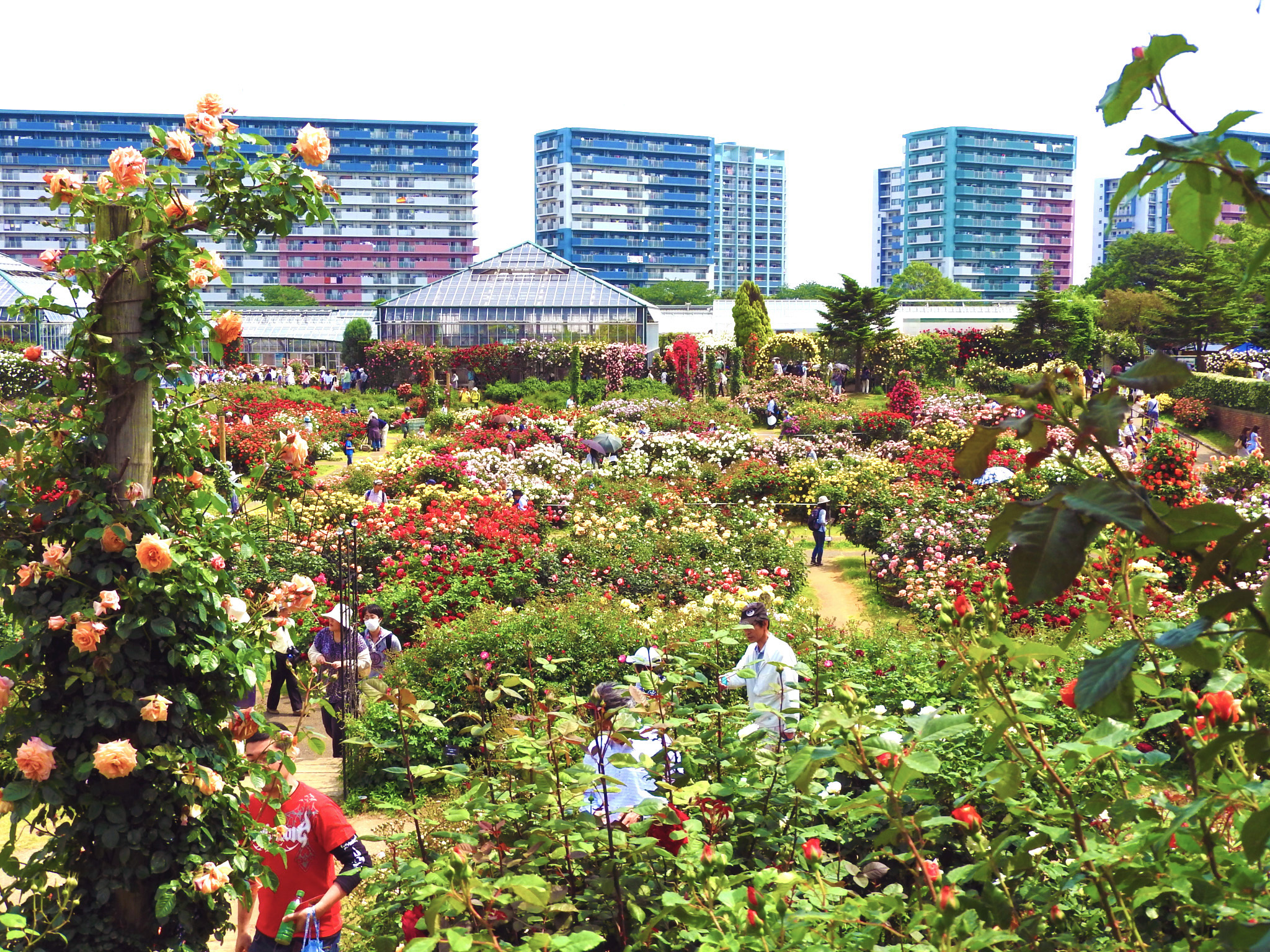
京成バラ園

  - 八千代緑が丘駅前郵便局 - 2005年（平成17年）4月2日開局[8]
  - TOHOシネマズ 八千代緑が丘
  - まちの駅 八千代緑が丘
- 八千代市立みどりが丘小学校
- 千葉銀行 八千代緑が丘支店
- 京葉銀行 八千代緑が丘支店
- イズム緑が丘
  - メガセンタートライアル 八千代店
  - キャッツアイ 八千代店
- ワークマン 八千代吉橋店
- アパホテル 千葉八千代緑が丘
- 東葉高速鉄道本社・八千代緑が丘車両基地
- 石井食品 八千代工場（直売所）
- 京成バラ園
- 坪井近隣公園
- ユニオンゴルフ緑が丘
- オーケー 八千代緑が丘店（2019年2月17日をもって閉店したヨークマート 緑が丘店の跡地に2020年7月15日オープン）
- ヤオコー 八千代緑が丘店（2021年4月27日オープン）

### 南口
- 八千代市役所 高津連絡所[7]
- 八千代警察署 高津交番

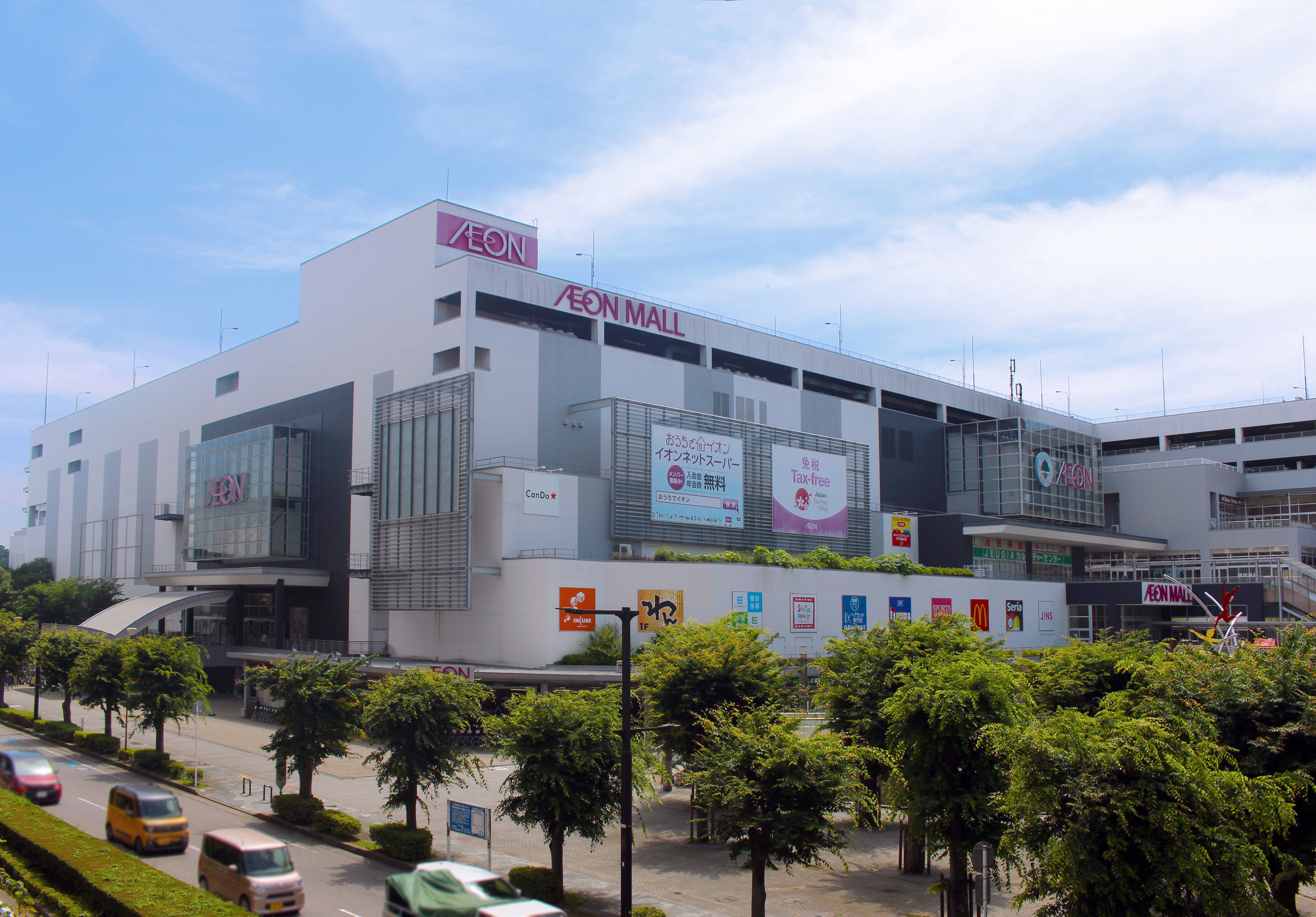
イオンモール八千代緑が丘

- 八千代市立緑が丘図書館・緑が丘プラザ - 2004年（平成16年）4月1日開館[9]
- 八千代市立高津中学校
- 八千代市立新木戸小学校
- 八千代高津郵便局
- イオンモール八千代緑が丘 - 2005年（平成17年）4月2日開店[10]
  - イオン銀行 イオンモール八千代緑が丘
- ベルク 八千代緑が丘店
- タイヨー 八千代店
  - サンドラッグ 八千代緑ヶ丘店
- ロピア ゆめまち習志野台モール店
- 生活協同組合コープみらい コープ八千代店
- マツモトキヨシ 八千代緑が丘店
- ウエルシア薬局 八千代緑が丘店・八千代大和田２号店
- ニトリ 八千代店
- おうちDEPO 西八千代店
- TSUTAYA 八千代大和田新田店
- 正願寺
- スポーツの杜公園
- 高津小鳥の森
- コーシン乳業 八千代事業所・千葉工場

## バス路線
路線バスは北口のロータリーに発着する。なお公園都市通りからのバスは、南口のイオン前で降車扱いを行ってからロータリーへ移動する。停留所名は、京成バス千葉セントラルが「八千代緑が丘駅」、東洋バスが「緑が丘駅」である。
以前は船橋新京成バスが津田沼駅からの路線で乗り入れていたが、2024年7月16日をもって路線廃止となった。
| のりば | 事業者                 | 系統       | 行先                             | 経由                               | 備考 |
| ------ | ---------------------- | ---------- | -------------------------------- | ---------------------------------- | ---- |
| 1      | 京成バス千葉セントラル | 神崎線     | 船尾車庫                         | 吉橋・秀明学園・島田台             |      |
| 2      | 京成バス千葉セントラル | 緑が丘西線 | ７丁目北（循環）                 |                                    |      |
| 3      | 東洋バス               | 41・43     | 八千代台駅                       | コーシン牛乳・高津入口・消防本部前 |      |
| 3      | 東洋バス               | 35         | 八千代台駅                       | 高津団地・高津川                   |      |
| 4      | 東洋バス               | 41・43     | 八千代中央駅・八千代医療センター | 京成バラ園・農業会館               |      |
| 5      | 京成バス千葉セントラル | 神崎線     | 津田沼駅                         | 自衛隊前・滝台                     |      |

この他に秀明八千代中学校・高等学校、秀明大学のスクールバスが乗り入れる。

## 隣の駅
東葉高速鉄道
 東葉高速線（東葉高速線内は全列車各駅に停車）
船橋日大前駅 (TR05) - 八千代緑が丘駅 (TR06) - 八千代中央駅 (TR07)

### 利用状況
千葉県統計年鑑
1. 1 2  令和5年
2. ↑  平成9年
3. ↑  平成10年
4. ↑  平成11年
5. ↑  平成12年
6. ↑  平成13年
7. ↑  平成14年
8. ↑  平成15年
9. ↑  平成16年
10. ↑  平成17年
11. ↑  平成18年
12. ↑  平成19年
13. ↑  平成20年
14. ↑  平成21年
15. ↑  平成22年
16. ↑  平成23年
17. ↑  平成24年
18. ↑  平成25年
19. ↑  平成26年
20. ↑  平成27年
21. ↑  平成28年
22. ↑  平成29年
23. ↑  平成30年
24. ↑  令和元年
25. ↑  令和2年
26. ↑  令和3年
27. ↑  令和4年

八千代市統計書
1. 1 2  『令和6年版 八千代市統計書 4.東葉高速鉄道駅別乗降客数』（xlsx）八千代市。2025年5月19日閲覧。
2. 1 2 3 4 5  『八千代市各種統計データ 4.東葉高速鉄道駅別乗降客数』（xls）八千代市。オリジナルの2014年11月11日時点におけるアーカイブ。2025年1月26日閲覧。
3. 1 2 3 4 5  『平成30年版 八千代市統計書 4.東葉高速鉄道駅別乗降客数』（xlsx）八千代市。オリジナルの2019年11月6日時点におけるアーカイブ。2025年1月26日閲覧。
4. 1 2 3 4 5  『令和5年版 八千代市統計書 4.東葉高速鉄道駅別乗降客数』（xlsx）八千代市。オリジナルの2024年11月5日時点におけるアーカイブ。2025年1月26日閲覧。